# Лудвиг II фон Ринек
Лудвиг II (III) фон Ринек (на немски: Ludwig II (III) von Rieneck; * ок. 1215 † 15 май 1243) е граф на Лоон (1216 – 1227), Ринек, бургграф на Майнц (1216 – 1243) и основател на манастир Химелтал.

## Произход
Той е син на граф Герхард III фон Ринек († 1216) и съпругата му Кунигунда фон Цимерн († сл. 1216), дъщеря на граф Зибодо III фон Цимерн. Внук е на граф Герхард II фон Лоон. Брат е на граф Арнолд III фон Лоон-Шини († 1272/1273).

## Фамилия
Лудвиг II се жени за Аделхайд фон Хенеберг († сл. 1253 или 28 февруари 1256), дъщеря на граф Попо VII (XIII) фон Хенеберг († 1245), бургграф на Вюрцбург, и Елизабет фон Вилдеберг († 1220). Те имат децата:
- Кунигунда († 1278/1288), омъжена пр. април 1243 г. за граф Попо III фон Вертхайм († 1260)
- Герхард IV († 1295/1296), женен за Аделхайд фон Хоенлое-Браунек († сл. 1326)
- Зибото († сл. 1251)
- Хайнрих († сл. 1252), женен за Агнес
- Попо
- Евфемия († сл. 1299), омъжена пр. 9 май 1253 г. за граф Бопо I фон Дюрн-Дилсберг († 1276)
- Лудвиг III (VI) (* ок. 1236; † 1289/1291), женен за Аделхайд фон Грумбах († 1300)

Вдовицата му Аделхайд фон Хенеберг се омъжва 1229 г. за граф Хайнрих II фон Щолберг († 1272) и е майка на Хайнрих V фон Щолберг († 1357), епископ на Мерзебург (1341 – 1357).